# Забела, Юрий Владимирович
Юрий Владимирович Забела (род. 16 марта 1964, с. Варваровка, Емильчинский район, Житомирская область) — председатель Житомирской областной государственной администрации (1 ноября 2007 — 18 марта 2010).

## Карьера
Забела родился 16 марта 1964 года в селе Варваровка Емильчинского района Житомирской области.
Образование высшее — в 1986 году окончил Житомирский сельскохозяйственный институт (теперь ЖНАУ), зооинженер. Имеет почётное звание «Заслуженный работник сельского хозяйства Украины».
Трудовую деятельность начал в июне 1981 года — разнорабочий хмелесовхоза «Комсомолец», Житомирская обл., Емильчинский район, с. Варваровка. После службы в армии с декабря 1987 года работал зоотехником совхоза им. XXV съезда КПСС, Житомирская обл., Емильчинский район, с. Рыхальское.
С августа 1989 года — главный зоотехник, заместитель директора совхоза «Киевский», Киевская область, Макаровский район, с. Маковище. С декабря 1992 года по ноябрь 1995 года работал егерем Дубраво-Ленинского охотничьего хозяйства, Киевская обл., Бородянский район, с. Пороскотень. С ноября 1995 года по октябрь 2002 года возглавлял сельхозпредприятие «Киевское» в с. Маковище Макаровского района Киевской области. С октября 2002 года по декабрь 2006 года — директор ООО Агрофирма «Киевская», Киевская обл., Макаровский район, с. Маковище.
Был депутатом Макаровского районного совета (Киевская область). С января 2007 года — председатель Макаровской райгосадминистрации Киевской области. Указом Президента Украины Виктора Ющенко от 25.10.2007 назначен временно исполняющим обязанности председателя Житомирской областной государственной администрации, сменил на посту Юрия Павленко. Указом Президента Украины от 01.11.2007 назначен председателем Житомирской областной государственной администрации. Указом Президента Украины Виктора Януковича от 18.03.2010 уволен с поста председателя Житомирской областной государственной администрации. В разные времена был членом разных партий: «Социалистическая партия Украины», «Наша Украина», «Единый центр», «Партия регионов».

## Личная жизнь
Забела женат. Его супруга более 10 лет возглавляет аппарат Макаровского райсовета. У пары двое детей: сын Владимир, выпускник юридического факультета Киевского национального университета имени Т. Г. Шевченко, и дочь Ирина, выпускница Института международных отношений КНУ имени Т. Г. Шевченко. Хобби Юрия Забелы — охота.